# أر تي إف إم

استخدام مصطلح "RTFM" في 1979 دليل مستخدمي لينباك

RTFM هو تعبير مركب من الأحرف الأولى لجملة «Read The Fucking Manual (أقرأ الدليل اللعين)» أو إذا أتي في سياق أنظمة تشغيل يونكس يأتي اختصاراً لعبارة «Read The Fucking Manpage (أقرأ دليل البرمجيّة اللعين)». ويستخدم هذا التعبير عندما يكون المتحدث غاضب من سؤال شخص آخر يدعي نقص المعرفة لديه. وهو يشير إلى عجز هذا الشخص عن قراءة الدليل  التقني، أو كسله عن القيام بذلك أولاً، قبل أن يطرح سؤاله.
في النصوص المهذبة تستخدم بدائل للعبارات السابقة مثل "read the flaming manual"،"read the fine manual"، أو "read the friendly manual" أو عبارات أخرى مشابهة. وهناك مصطلحات مركبة أخرى مشابه لـ RTFM مثل:
STFW" ("search the fucking web") "GIYF" ("Google is your friend") "LMGTFY" ("let me Google that for you")".
وهذا يدل على أن السائل يمكنه بسهولة إيجاد جواب سؤاله على الشبكة العنكبوتية العالمية.

## احتمالات أصل التسمية
ظهر المصطلح في النسخة المطبوعة لدليل مستخدمي لينباك في فهرس المحتويات، بالصيغة التالية R.T.F.M."—Anonymous، مما يوحي بأنه أنشئ المصطلح. ومنذ ذلك الحين كشف كليف مولير في زيارته إلى مختبر أرجون الوطني بواسطة نيد ثانهوزر مدير برنامج تكترونكس خلال برمجة ماتلاب. هو ما قاده إلى التعليق المجهول.
في 1983 ذكر جون بير خلال مناقشته موظفي متجر الحاسوب، مصطلح RYFM ("read your fucking manual").
كان مصطلح RTFM شائع الاستخدام في بداية الخمسينات بين تقنيي الراديو والرادار في الجيش الأمريكي. في كثير من الأحيان كان المشغلون لا يتحققون من أخطاء بسيطة قبل أن يطرحوا الأسئلة.

## قائمة بالمصطحات المركبة المشابهة
- RTBM ‏ ("read the bloody manual") (في بعض البلدان، مثل المملكة المتحدة وأستراليا، هذا بديل مهذب ومطابق للمعنى[5])
- RTFA ‏ ("read the fucking/featured article") (يستخدم غالباً على المنتديات العامة مثل Fark.com[6] وسلاش دوت، حيث تستخدم "TFA" بديل لـ "the article" وأصبح يعتبر ميم إنترنت)
- RTDA ‏ ("read the damn article")
- RTDM ‏ ("read the damn menu")
- RTDM ‏ ("read the damn manual")
- WABM ‏ ("write a better manual" –يستخدم جواب على شكوى مفادها أنَّ هذا الدليل غير مكتوب بشكل جيد)[7]
- RTFE ‏ ("read the fucking error")
- RTFM ‏ ("read the fucking message")
- RTFW ‏ ("read the fucking wiki")
- RTFS ‏ ("read the fucking standard" أو "read the fucking source")
- RTFB ‏ ("read the fucking binary")
- RTFQ ‏ ("read the fucking question")